# Casa Grande
Casa Grande er en by, der ligger i Pinal County i delstaten Arizona i USA. Indbyggertallet for byen er 55.653 (2020).

## Historie
Casa Grande blev grundlagt i 1879 som jernbanestation og er navngivet efter de forhistoriske ruiner, som ligger 32 km nordøst for byens forretningscentrum. Ruinerne er under National Park Services' forvaltning som National Monument. Ruinerne blev forladt omkring 1350 af Hohokam-indianerne, som forsvandt sporløst omkring 1450. Det menes, at Hohokam-indianerne havde bygget et astronomisk observatorium på dette sted. Ruinerne er dagligt åbne for besøgende.